# Peter Jenniskens
Petrus Matheus Marie (Peter) Jenniskens (né le 2 août 1962) est un astronome néerlandais naturalisé américain. Il est scientifique principal du Carl Sagan Center de l'institut SETI ainsi qu'affilié au Ames Research Center de la NASA. Il se spécialise dans l'étude des pluies de météorites. Il est l'auteur du livre Meteor Showers and their Parent Comets (2006).
Jenniskens a été membre du groupe de travail sur la nomenclature des pluies de météorites de 2006 à 2012. L'astéroïde (42981) Jenniskens est nommé en son honneur.
En 2008, Jenniskens, avec Muawia Shaddad, a mené une expédition de l'université de Khartoum afin de récupérer des fragments de l'astéroïde 2008 TC3 dans le  désert de Nubie, premier fragments récupérés d'un objet qui avait été recensé astronomiquement avant de frapper la Terre,.